# Царча

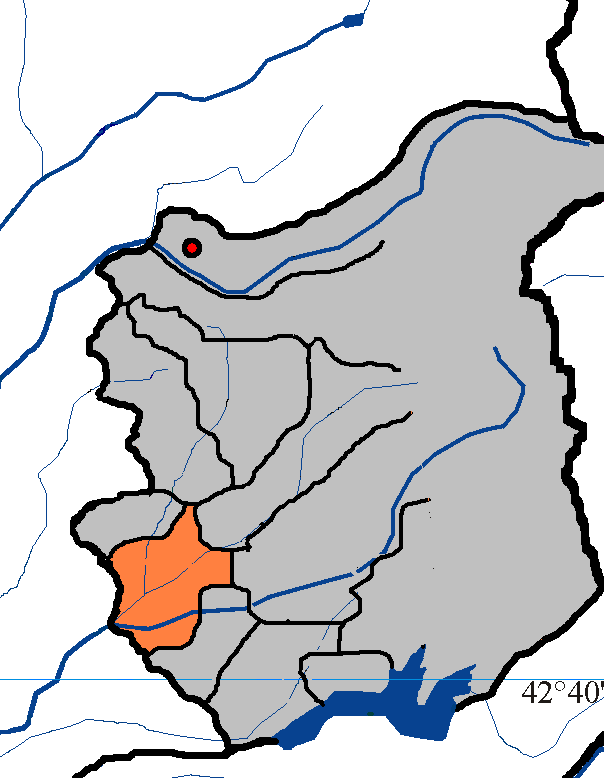
Расположение с/а Царча

Ца́рча (абх. Ҵарча; мегр. წარჩე, Царче) — село в Абхазии, в Ткуарчалском районе частично признанной Республики Абхазия, согласно административному делению Грузии — в Гальском муниципалитете Абхазской Автономной Республики. Расположено к югу от райцентра Ткуарчал в равнинной полосе, на правом берегу реки Окум.
В советский период и до 1994 года село официально называлось Царче. В административном отношении село представляет собой административный центр Царчинской сельской администрации (абх. Ҵарча ақыҭа ахадара), в прошлом Царчинского сельсовета. До 1994 года село входило в состав Гальского района.

## Границы
На севере сельская администрация (село) Царча граничит с с/а (сёлами) Бедиа и Агубедиа; на северо-востоке — с с/а (селом) Чхуартал; ; на востоке — с с/а (селом) Окум; на юге — с с/а (селом) Махур; на западе — с с/а (селом) Ачгуара Очамчирского района.

## История
К концу XIX века Самурзакан уже был чётко разделён на 2 основные лингвистические зоны: абхазоязычную и мегрелоязычную. Первая охватывала верхние (северные) селения Самурзаканского участка; вторая, бо́льшая по территории и численности населения, — нижние (центральные и южные) сёла. Между этими двумя зонами располагались смешанные селения, в том числе Царча. По сообщению Г. Шухардта, в конце XIX столетия «в общинах Бедийской, Окумской, Чхортольской, Гальской, Царчинской слышится абхазская речь; в Саберио, Отобая, Дихазургах говорят по-мингрельски».
По данным переписи 1926 года уже только 4,7 % жителей Царчи назвали абхазский язык родным, несмотря на то, что почти половина жителей села сохраняла абхазское этническое самосознание. После установления советской власти в Абхазии, в Царче была открыта грузинская школа. К середине XX века абхазское население села уже было полностью огрузинено и потеряло этническое самосознание.
В ходе грузино-абхазской войны 1992—1993 годов Царча, как и другие сёла Гальского района, находилась под контролем грузинских войск. После войны основная масса жителей Царчи покинула село, однако в 1994 году большинство царчинцев вернулось в свои дома. Численность населения Царчи в послевоенный период сократилась не так сильно, как в большинстве других самурзаканских сёл.
В 1994 году в Абхазии была проведена реформа административно-территориального деления, село Царча было передано из состава Галского района в состав Ткуарчалского.
Село Царча исторически подразделяется на 4 посёлка (абх. аҳабла):
- Нахингу
- Пуцкур (Пуцкури)
- Пшаур (Пшаури)
- Царча

Колхоз
В советское время в селе действовал колхоз имени Эшба Гальского района. Позднее переименован в колхоз имени Андреева Гальского района. После укрупнения с колхозом соседнего села Тхуарчал был переименован в колхоз имени Бараташвили Гальского района с усадьбой в селе Тхуарчал. В колхозе имени Андреева трудились Герои Социалистического Труда председатель Шахани Гигоевич Сиргинава, бригадиры Мошия Зосимович Чаава, Циба Виссарионович Чаргазия, звеньевые Константин Бахваевич Кварцхава, Герман Ивакович Курдагия, Мамия Иоанович Цацуа.

## Население
Население Царчинского сельсовета по данным переписи 1989 года составляло 2538 человек, по данным переписи 2011 года население сельской администрации Царча составило 1661 человек, в основном грузины (76,6 %) и мегрелы (19,7 %), также абхазы (2,7 %).
В XIX веке Царча входила в состав Мухурской сельской общины. По данным переписи населения 1886 года в Царче проживало православных христиан — 768 человек, мусульман-суннитов не было. По сословному делению в селе имелось 30 князей и 738 крестьян. Дворян, представителей православного духовенства и «городских» сословий в Царче не проживало.
По данным той же переписи жители села были учтены как этнические «самурзаканцы». По данным переписи населения 1926 года чуть меньше половины жителей Царчи записались абхазами, остальные — грузинами. Однако абхазский язык в качестве родного указали лишь 4,7 % жителей Царчи (или 11,1 % абхазов села), в то время как для остальных царчинцев родным языком был мегрельский.
| Год переписи | Число жителей | Этнический состав                  |
| ------------ | ------------- | ---------------------------------- |
| 1886         | 768           | самурзаканцы 100 %                 |
| 1926         | 1764          | грузины 56,9 %; абхазы 42, 5%      |
| 1959         | 1956          | грузины (нет точных данных)        |
| 1989         | 2538          | грузины (нет точных данных)        |
| 2011         | 1661          | грузины (76,6 %), мегрелы (19,7 %) |